# Norbert Bensel
Norbert Bensel (* 14. Dezember 1947 in Steinau an der Straße) war bis zum 31. Mai 2009 Mitglied des Vorstandes der DB Mobility Logistics AG.

## Werdegang
Bensel studierte nach einer Berufsausbildung ab 1968 Chemie und wurde 1977 an der Technischen Universität Berlin zum Dr. rer. nat. promoviert.
Von 1977 bis 1987 war er bei der Schering AG in Berlin, zuletzt als Leiter der zentralen Aus- und Weiterbildung/Personalentwicklung, tätig. Ab 1987 war er bei der R+V Versicherung in Wiesbaden Leiter des Personal- und Sozialwesens. 1992 wechselte er zu Daimler-Benz Aerospace AG in München und fungierte dort als Leiter des Direktionsbereiches Personalentwicklung/Führungskräftebetreuung.
Vom 1. Juli 1996 bis Mai 2003 war Norbert Bensel Mitglied des Vorstandes der Daimler-Benz InterServices (debis) AG. Vom 17. November 1998 bis Mai 2003 war er für das DaimlerChrysler Services Ressort Personal (Arbeitsdirektor) und für den Geschäftsbereich (debis) AG Immobilienmanagement in Berlin bzw. als Mitglied der Geschäftsführung für das debis Systemhaus GmbH für Personal verantwortlich. Im Dezember 1998 wurde Norbert Bensel zudem in das Kuratorium der Fachhochschule für Technik und Wirtschaft Berlin (FHTW) gewählt, welches eine Modernisierung der FHTW, die insbesondere die Haushalts- und Wirtschaftsführung nach betriebswirtschaftlichen Gesichtspunkten und eine strategische Entwicklungsplanung beinhaltete, voranbringen sollte.
Ab 1. Januar 2002 war Norbert Bensel Personalvorstand und Arbeitsdirektor der Deutschen Bahn AG. Anfang 2005 wurde er Vorstand für den Bereich Transport und Logistik bei der DB AG. Norbert Bensel war von 2008 bis zum 31. Mai 2009 Mitglied des Vorstandes der DB Mobility Logistics AG, verantwortlich für das Geschäftsfeld DB Schenker, aus dem er nach der Datenaffäre entlassen wurde. Im Zuge der vorzeitigen Auflösung seines Arbeitsvertrages erhielt er, einschließlich geldwerter Vorteile, eine Abfindung von 3,36 Millionen Euro. Zu seinem Nachfolger wurde Karl-Friedrich Rausch bestellt.
Bensel gehörte der 15-köpfigen „Kommission für moderne Dienstleistungen am Arbeitsmarkt“ (Hartz-Kommission) an, die am 22. Februar 2002 eingesetzt wurde.
Seit Oktober 2009 ist er Aufsichtsratsmitglied der Unternehmensberatung TransCare. Er ist ferner Gründungsrektor der Hochschule für internationale Wirtschaft und Logistik.